# Дрогобицька гімназія імені Франца Йосифа I
Дрогобицька державна гімназія імені Франца Йосифа I — середній навчальний заклад, що діяв у Дрогобичі з 1858 року. Навчальною мовою у гімназії була німецька, згодом польська, українська та гебрейська. У 1919—1939 роках носила назву «Державна чоловіча гімназія імені короля Владислава Ягайла». Відома тим, що тут навчався Іван Франко (1867—1875 роки), Лесь Мартович, Василь Стефаник , викладали Іван Верхрацький, Францішек Майхрович та ін.

## Підготовка до відкриття

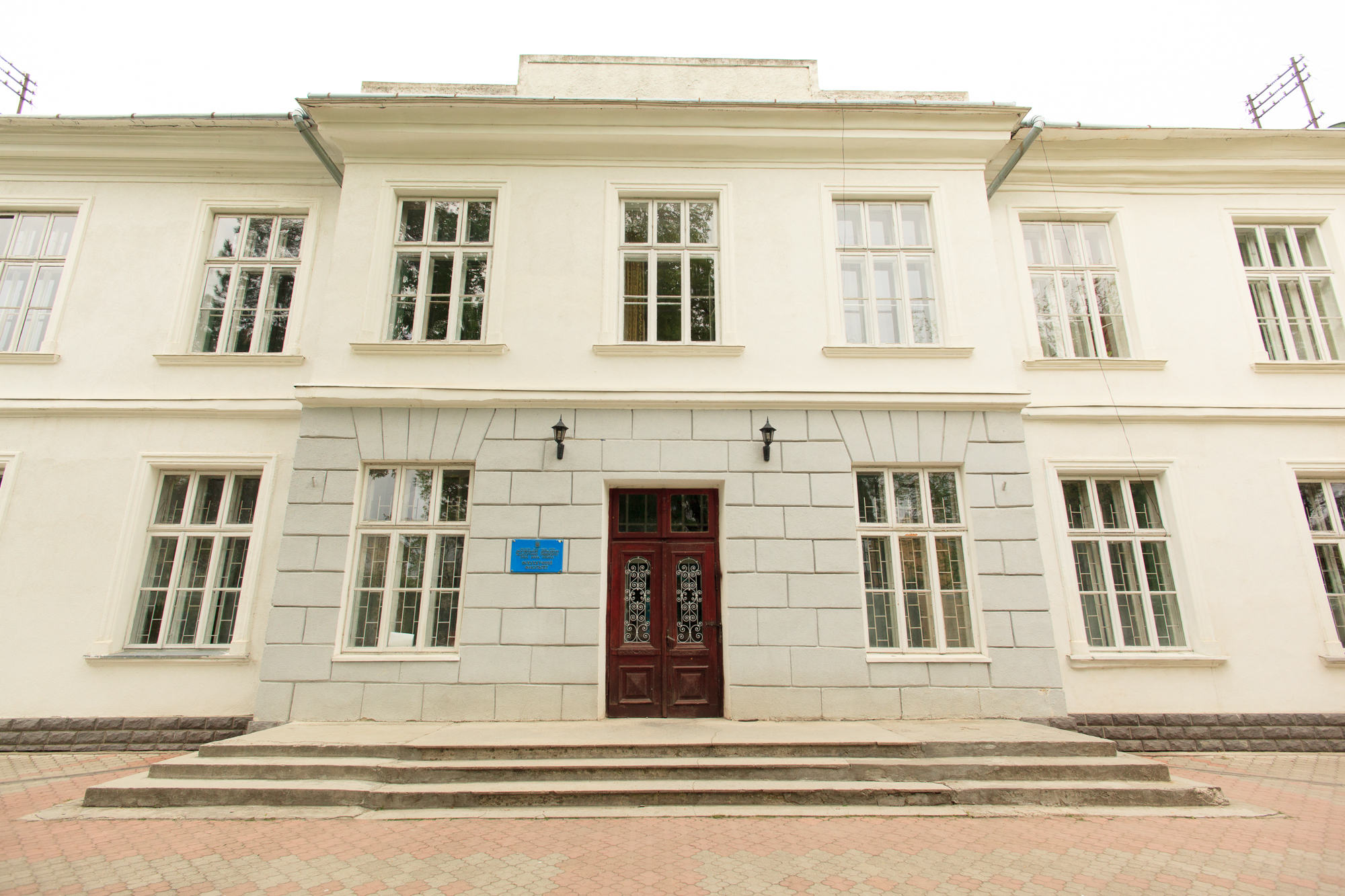
Перша будівля гімназі, колишня військова школа, нині корпус філологічного факультету ДДПУ ім. І. Франка

19 березня 1853 міська рада Дрогобича, згідно зі своєю ухвалою, надіслала до віденської канцелярії цісаря прохання про утворення гуманітарної гімназії нижчого рівня, яка б утримувалася коштом гміни. Гмінна рада змушена була погодитися на ліквідацію військової школи для хлопців, яка була збудована силами бургомістра Іґнація-Домініка Нєвядомського у 1846 і яка проіснувала до 1854 р. під офіційною назвою «Militдr-Knaben-Erziehungs-Haus». Саме цей будинок, котрий міщани часто називали «sztyftem» (нині корпус філологічного факультету ДДПУ ім. І. Франка, вул. Т. Шевченка, 24), став першим будинком Дрогобицької державної гімназії імені Франца Йосифа І.
Впродовж травня 1856 — жовтня 1857 ґмінна рада і староство виконували усі вимоги намісництва та міністерства, для того аби якнайшвидше отримати необхідний дозвіл. Врешті 16 квітня 1858 уряд ствердив ерекційну грамоту № 3631 про фундацію в Дрогобичі комунальної гімназії нижчого типу з правом широкого набору аудиторії, починаючи від 1 вересня 1858.
З 1912 у стінах гімназії діє «Тайни Пласт».

## Іван Франко
У 1867 році після закінчення нормальної школи отців Василіян у Дрогобичі до цієї гімназії вступив Іван Франко. Він писав про своїх учителів із гімназії у творах «Спомини — із моїх гімназійних часів», оповіданні «Гірчичне зерно» та інших.
Згадує І. Франко о. О. Торонського, К. Охримовича, Е. Турчинського, Ю. Турчинського, Е. Міхонського та І. Верхратського.
Іван Верхратський пригорнув Івана Франка до себе, давав книги М. Драгоманова, П. Куліша, Т. Шевченка, твори інших українських письменників, організував у гімназії літературний гурток, до якого входили 12 учнів, у тому числі І. Франко. Про початок своєї літературної діяльності І. Франко розповів у листі до М. Драгоманова від 26 квітня 1890: 
| Почав я писати віршем і прозою дуже вчасно, ще в нижчій гімназії. Вплив на вироблення у мене літературного смаку мали два вчителі: Іван Верхратський і Юлій Турчинський, оба писателі і поети… |
Закінчив гімназію Іван Франко у 1875.

### Подальші роки
Пізніше, ймовірно у 1920-ті, після окупації Східної Галичини була перейменована на Державну гімназію імені короля Владислава Ягайла (пол. Państwowy Gimnazjum im. Króla Władysława Jagiełły).

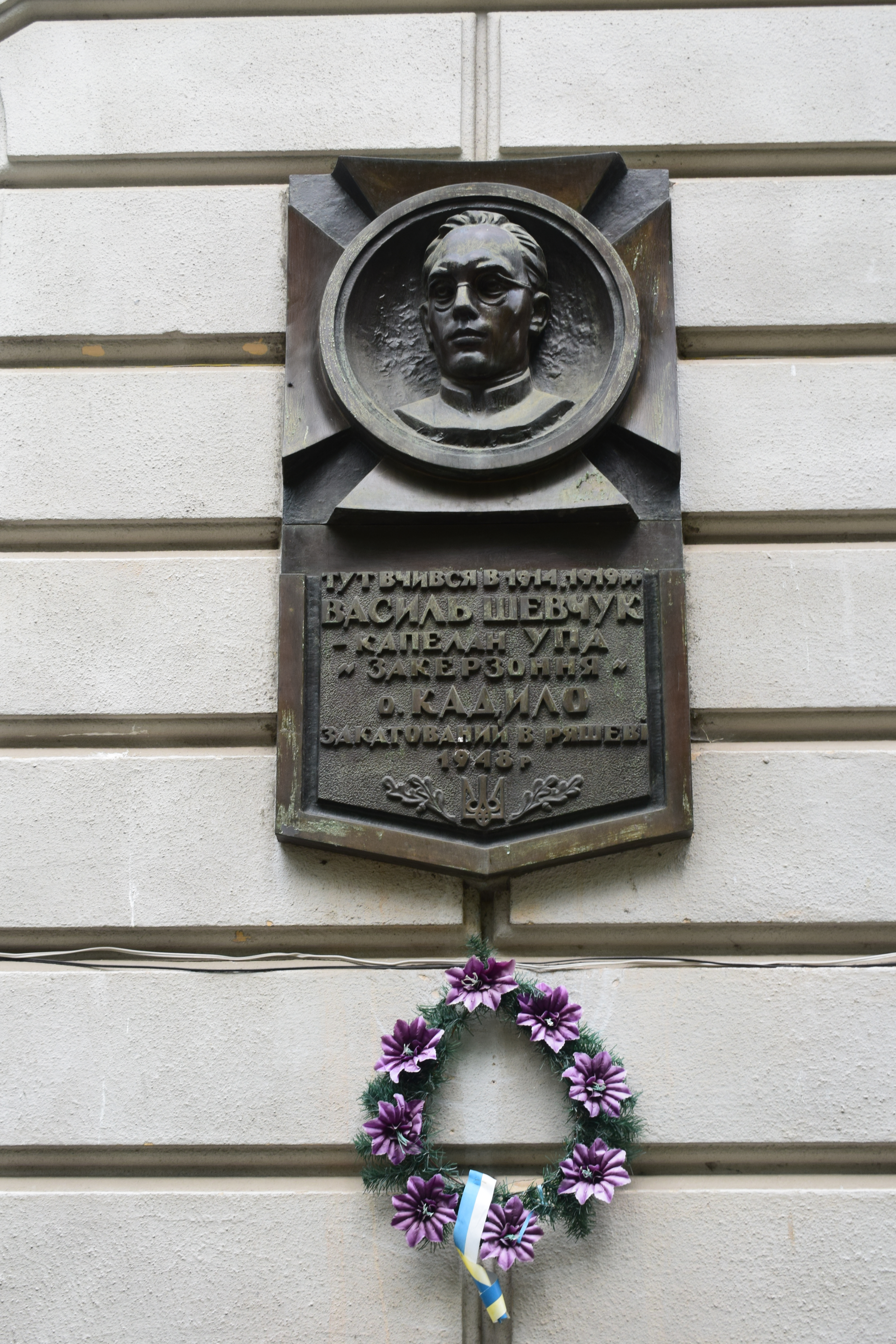
Меморіальна таблиця Василю Шевчуку на будинку колишньої гімназії

## Персоналії
Директори
- Тадеуш Каньовський (1931—1939)
- Ян Матлаховський (1917—1931)
- Юзеф Старомєйський (1902—1917)
- Францішек Майхрович (1897—1902)
- Юзеф Сенкєвич (1894—1897)
- Александер Борковський (1889—1894)
- Войцех Бєсядзький (1879—1889)
- Ян Керек'ярто (1874—1879)
- о. Тома Баревич (1872—1874)
- Матеуш Куровський (1867—1872)
- Ян Кристиняцький (1863—1867)
- Матеуш Куровський (1861—1863)
- Броніслав Трашковський (1858—1861)[7]

Професори (вчителі)
- Володимир Бірчак[8]
- Іван Боберський
- Іван Верхратський
- Макарій Каровець
- Гелена Міхнік
- Кирило Селецький
- Олексій Торонський

Випускники, учні
- Лесь Мартович (закінчив у 1892)
- Іван Макух
- Казимир Пельчар
- Василь Стефаник (закінчив у 1892)
- Іван Франко
- Анджей Хцюк
- Василь Шевчук
- Бруно Шульц (1902—1910)